# アルフレッド・E・ニューマン
アルフレッド・E・ニューマン（Alfred E. Neuman）は、アメリカ合衆国の風刺雑誌『MAD』のマスコット・キャラクター。やぶにらみで前歯の欠けた、まるで縁日のお面のような顔をしている少年。実際にお面として広告パロディのジョークにされたこともある。
ドナルド・トランプ大統領は、ニューマンを2020年大統領選挙に民主党から出馬表明したピート・ブティジェッジになぞらえており、2019年5月にブティジェッジのことを指して「ニューマンは大統領になることができない」と発言したことがある。